# كالسيديس إبنري
كالسيديس إبنري أو سقنقور إبنر الأُسطواني هو نوعٌ سحلي من فَصيلة سقنقورية. هذا النَّوع مُستوطنٌ في المغرب.

## الاسم
يَأتي الاسم المُحدد "إبنري"، تكريمًا لعالم الحشرات النمساوي ريتشارد إبنر (1885–1961).

## حالة الحفظ
عُثرَ على كالسيديس إبنري في موقعين صغيرين فقط ولم تُرى مُنذ عام 1970. وهي مُهددة نظرًا لِبعض الممارسات الزراعية وفُقدان الموائل، ويُفترض أنَّ أعدادُها تستمرُّ في الانخفاض.

## الموطن
عُثرَ على كالسيديس إبنري في المناطق الصخرية بالقرب من الغطاء الأرضي العشبي.

## التكاثر
تُعتبر إناث كالسيديس إبنري بيوضية.